# تالار گفتگو

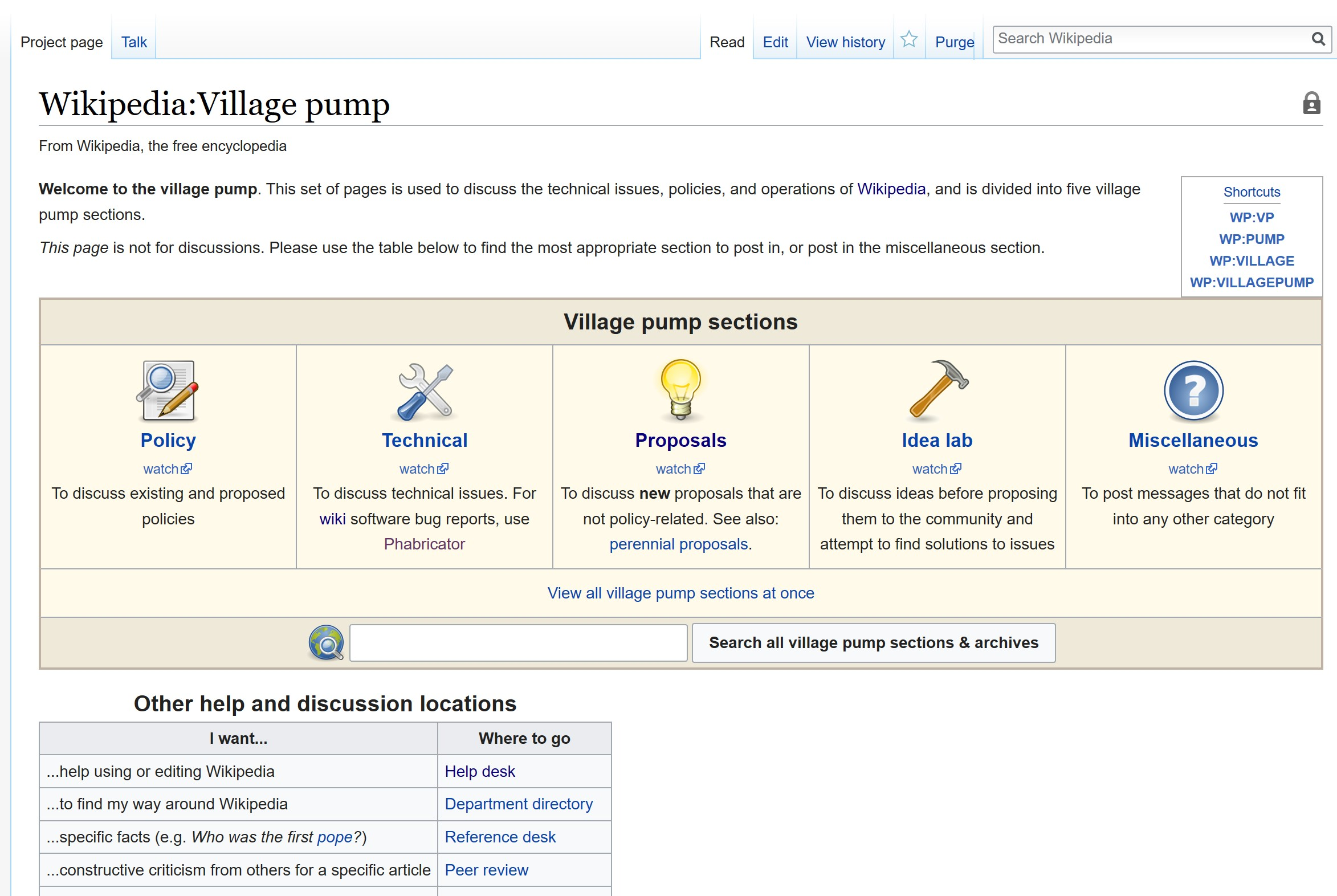
قهوه‌خانهٔ ویکی‌پدیا نمونه‌ای از یک تالار گفتگو برای بحث در مورد بهبود ویکی‌پدیا است.

تالار گفتگو، انجمن اینترنتی (به انگلیسی: Internet forum)، نظرآزمایی یا تابلوی پیام (به انگلیسی: message board) به برنامه‌های مبتنی بر وب گفته می‌شود که برای نگهداری بحث‌ها و نوشته‌های کاربرهای یک وبگاه به کار می‌روند. در تالار گفتگو معمولاً افراد سؤالات خود را مطرح می‌کنند و سایر کاربران به این سؤالات پاسخ می‌دهند. علاوه بر این، تالارهای گفتگو به جز سؤال پرسیدن می‌توانند واسطهٔ بحثی در هر زمینه باشند و افراد می‌توانند نظریات و عقیده‌های خود را برای دیگران بیان کنند.
تالار گفتگوها معمولاً رایگان ایجاد می‌شوند و برای برند سازی هم مورد استفاده قرار می‌گیرند.
نام دیگر تالار، انجمن است؛ اکثر سایت‌ها دارای انجمن‌های اختصاصی هستند. عمدتاً این انجمن‌ها برای پشتیبانی و حل کردن مشکل کاربران سایت ساخته شده‌اند. سابقهٔ تاریخی تالار گفتگو به بی‌بی‌اس یا سیستم تابلو اعلانات بازمی‌گردد.

## فهرست تالارهای گفتگو
- ردیت
- ۲چن
- ۴چن
- ۸چن
- گروه‌های گوگل
- بایدو تیبا
- من تنهام کسی با من صحبت می‌کنه؟
- یاهو
- کیوی فارمز